# Jouey
Jouey ist eine französische Gemeinde mit 190 Einwohnern (Stand: 1. Januar 2022) im Département Côte-d’Or in der Region Bourgogne-Franche-Comté (vor 2016 Burgund). Sie gehört zum Arrondissement Beaune und zum Gemeindeverband Pays Arnay Liernais. Die Bewohner werden Jouyais genannt.

## Geografie
Die Gemeinde Jouey liegt etwa 15 Kilometer nordöstlich von Autun und 38 Kilometer nordwestlich von Beaune – großräumiger gesehen im Hügelland zwischen der Großstadt Dijon und dem Morvan-Gebirge. Die durch das 24,26 km² umfassende Gemeindegebiet verlaufenden Bäche entwässern zum Arroux im Einzugsgebiet der Loire. Die Südwesthälfte der Gemeinde wird vom großen Wald Forêt Domaniale de Buan eingenommen, die Nordosthälfte zeigt einen Wechsel aus Äckern, Wiesen und kleineren Waldstücken. Die Gemeinde besteht aus mehreren Weilern, von denen Pochey, Promenois, Le Rondeau, Treney, Blangey Haut, Blangey Bas und La Raquette die größten sind. Umgeben wird Jouey von den Nachbargemeinden Allerey im Norden, Clomot im Nordosten, Mimeure im Osten, Arnay-le-Duc im Südosten, Magnien im Süden sowie Marcheseuil im Westen.

## Bevölkerungsentwicklung
| Jahr      | 1962 | 1968 | 1975 | 1982 | 1990 | 1999 | 2006 | 2018 |
| Einwohner | 315  | 324  | 277  | 232  | 226  | 204  | 201  | 184  |

Im Jahr 1836 wurde mit 800 Bewohnern die bisher höchste Einwohnerzahl ermittelt. Die Zahlen basieren auf den Daten von cassini.ehess und INSEE.

## Sehenswürdigkeiten
- Kirche Saint-Léger
- namenlose Kapelle am Westrand des Dorfes Jouey
- Château Promenois
- Lavoirs in Jouey, Pochey, Promenois
- mehrere Flurkreuze
- Gefallenen-Denkmal

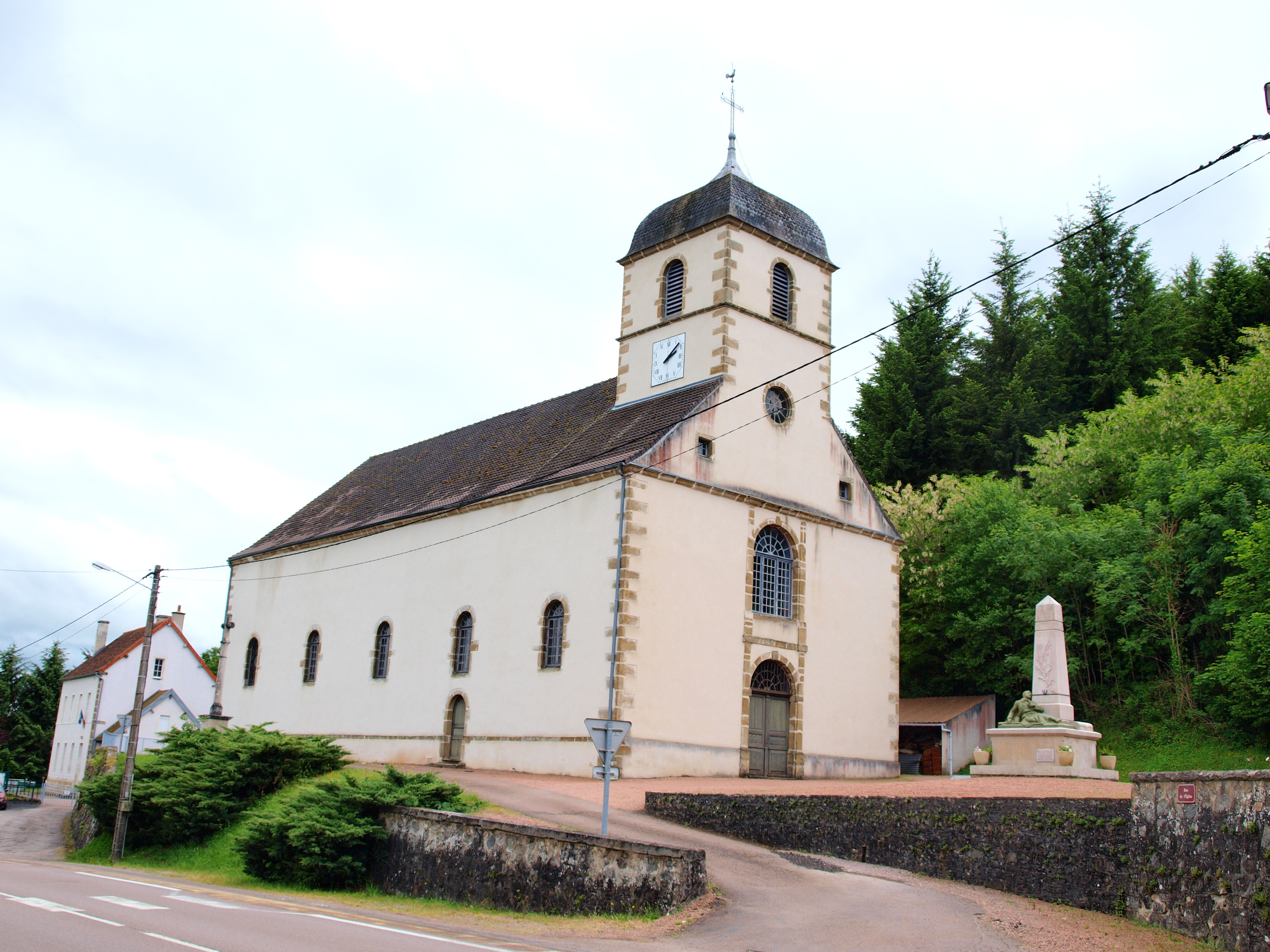
Kirche Saint-Léger
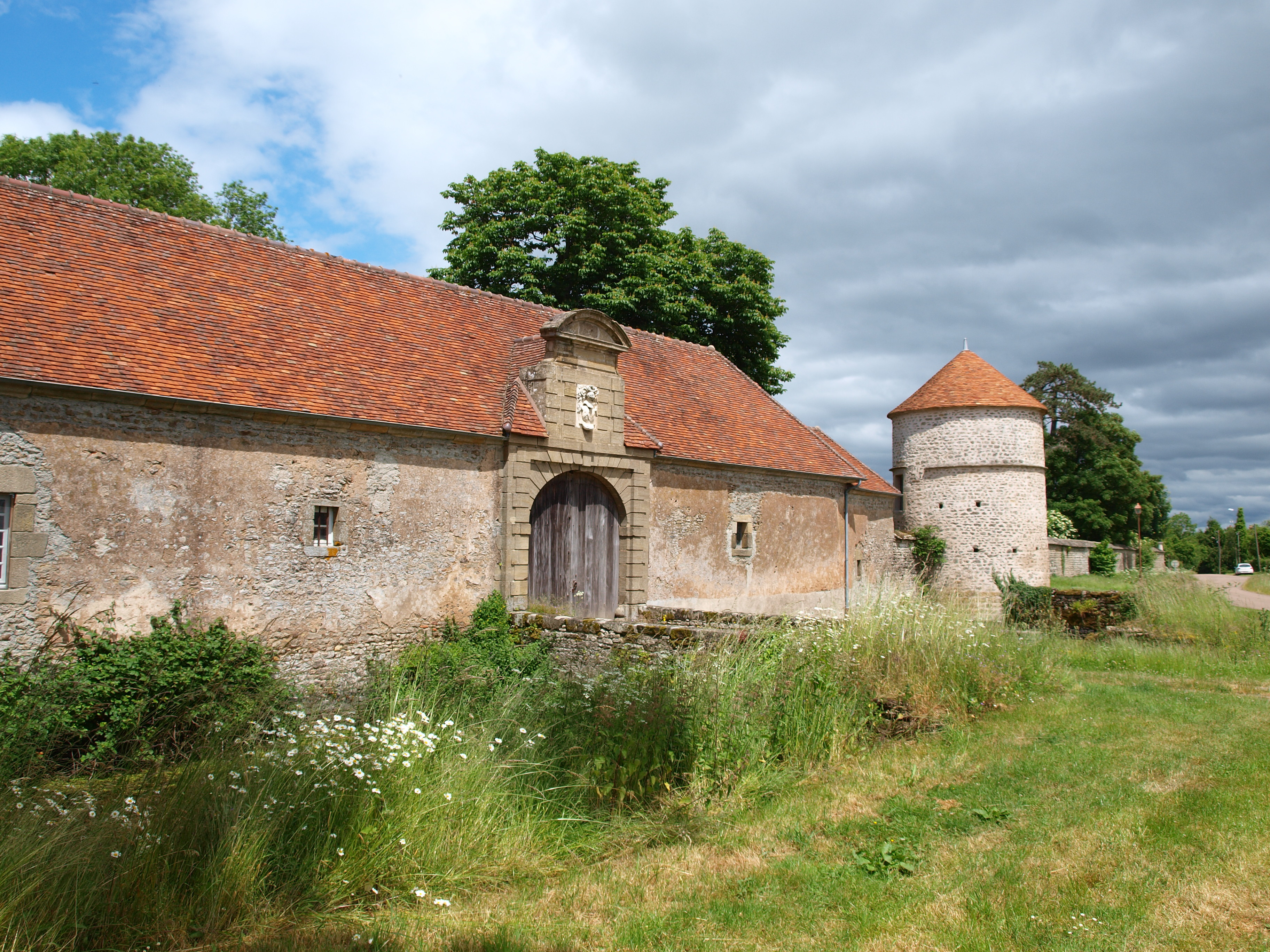
Château Promenois
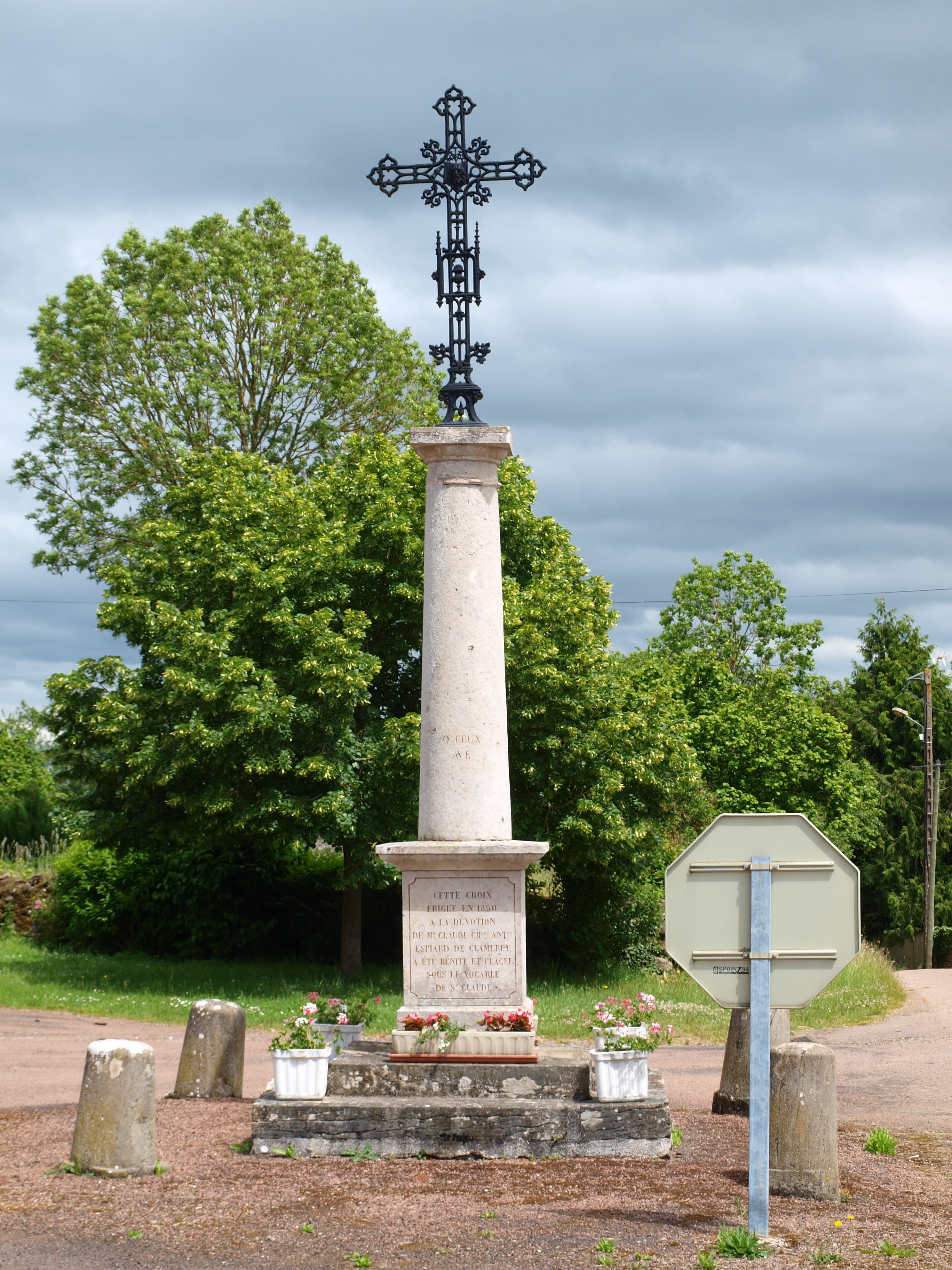
Eines der Flurkreuze
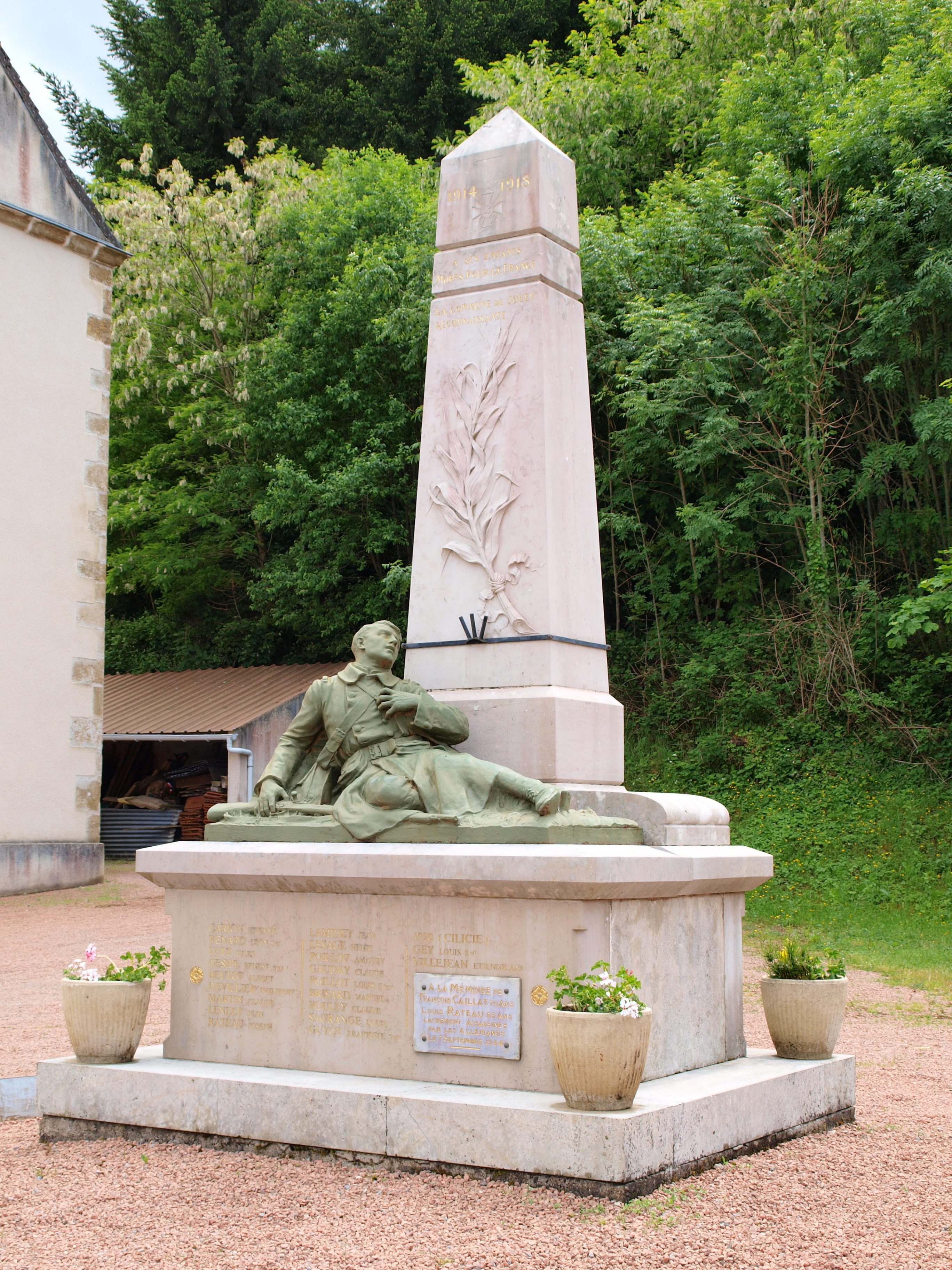
Gefallenen-Denkmal

## Wirtschaft und Infrastruktur
In Jouey gibt es 17 Landwirtschaftsbetriebe (Getreideanbau, Pferde-, Rinder-, Ziegen- und Schafzucht).
Durch Jouey führt die Route nationale 6 von Paris nach Lyon. Im 17 Kilometer nordöstlich gelegenen Pouilly-en-Auxois besteht ein Anschluss an die Autoroute A 38 nach Dijon.

## Belege
1. ↑  Jouey auf cassini.ehess.fr
2. ↑  Jouey auf insee.fr insee.fr
3. ↑  Landwirtschaftsbetriebe auf annuaire-mairie.fr